# Luis García-San Miguel
Luis García-San Miguel Rodríguez-Arango (Oviedo, 10 de noviembre de 1929 - 17 de diciembre de 2006) fue un jurista español, catedrático de Filosofía del Derecho, y famoso autor de publicaciones didácticas y de investigación. 

## Biografía
A partir de 1987 fue decano de la Facultad de Derecho de la Universidad de Alcalá, puesto que desempeñaría durante 12 años. Cuando falleció, a la edad de 77 años, llevaba siete como profesor emérito en la misma facultad. 
Obtuvo el doctorado en Derecho por la Universidad de su ciudad natal. Así mismo, obtendría la Licenciatura en Filosofía, esta vez en Madrid. En 1979 entraría como vocal en la Asociación Española de Filosofía del Derecho. También sería director del Institute of European Studies hasta 1988.
De convicciones democráticas, vio bloqueado el camino hacia la cátedra durante el tardofranquismo, algo común en la época, y previsible tras las publicaciones de Notas para una crítica de la razón jurídica (1969) y La sociedad autogestionada: una utopía democrática (1972), entre otras.
Su posición frente a la transición española defendía una transformación del régimen desde el interior del propio aparato político del Estado franquista. Su postura quedaría reflejada en Teoría de la transición (1981). Así, pensaba que no era necesaria una ruptura con el anterior régimen, creyendo en una reforma como la vía más eficaz para instaurar una democracia en España.
De ideología liberal, tenía inclinaciones socialdemócratas, y él mismo se situaba entre las dos escuelas que en la España preconstitucional copaban el mundo de la filosofía del Derecho: la escuela cercana a la socialdemocracia no marxista ("los de Ferraz", como él mismo los apodaba), y el iusnaturalismo católico, defendido por los discípulos de Elías de Tejada (en este caso, García-San Miguel se refería a ellos como "los de Trento").